# Jung Eun-woo
Dans ce nom coréen, le nom de famille, Jung, précède le nom personnel.
Jung Eun-woo (hangul : 정은우, hanja : 鄭銀雨, née le 1er juillet 1998) à Bucheon, dans le Gyeonggi, en Corée, est une chanteuse sud-coréenne.
Elle était membre du girl group Pristin et est actuellement membre du girl group Hinapia.

## Biographie
Jeong Eun-woo est née le 1er juillet 1998 à Bucheon, dans le Gyeonggi, en Corée. Elle est diplômée de l'école supérieure des arts de la scène de Séoul.

### Carrière

#### Avant ses débuts
Avant de rejoindre Pledis Entertainment, Eunwoo a participé à Superstar K4 et The Voice Kids Korea. En 2013, elle est officiellement devenue stagiaire de Pledis Entertainment.
En 2014, elle est apparue en tant que danseuse pour les performances en direct d'Orange Caramel avec My Copycat. En 2015, Eunwoo apparaît dans le clip vidéo de Mansae du groupe Seventeen. Elle a participé au programme Produce 101 en 2016,,,,,,. Elle termine 21e lors de l’épisode final, elle n’a donc pas pu faire partie d’I.O.I.
Le 23 mars 2016, Pledis a annoncé la composition de son nouveau girl group, Pledis Girlz, composé de sept membres ayant rejoint Produce 101. La société a également révélé trois nouvelles membres qui ne participaient pas à Produce 101 : Sungyeon, Yehana et Kyla.
Eunwoo a sorti un single intitulé Sickness écrit par Vernon (Seventeen), dont le single fait partie de la bande originale du film Love Revolution .
Le 27 juin 2016, les 10 membres du groupe (à l'exception de Nayoung et Kyulkyung) ont sorti leur premier single We sous le nom de Pledis Girlz.

#### Début avec Pristin, Pristin V et Hinapia
Le 2 mars, Pledis Entertainment a partagé sa première image teaser le 21 mars.
À 18 h (KST) le 21 mars, le groupe a officiellement fait ses débuts avec son premier mini-album HI! Pristin  et avec le clip vidéo de Wee Woo. L'album comprend six chansons : Be the Star, Wee Woo, Black Widow, Running, Over n Over et We.
Le 28 mai 2018, elle commence dans le sous-groupe de Pristin, Pristin V avec le single Like A V. Le 24 mai 2019, Pristin se sépare. 
Elle commence à nouveau dans le girl group Hinapia le 3 novembre 2019, avec leur premier single Drip,.

## Discographie

### En solo
| Année | Chansons | Le rôle      | Note                         |
| ----- | -------- | ------------ | ---------------------------- |
| 2016  | Sickness | Artiste solo | Écrit par Vernon (Seventeen) |

## Vidéographie

### Apparitions dans des clips vidéos
| Année | Chansons   | Artiste        | Le rôle             | Note           |
| ----- | ---------- | -------------- | ------------------- | -------------- |
| 2014  | My Copycat | Orange Caramel | Danseurs            | Suppoting role |
| 2015  | Mansae     | Seventeen      | —                   | —              |
| 2017  | We Woo     | Pristin        | Membre de Pristin   | —              |
| 2017  | We Like    | Pristin        | Membre de Pristin   | —              |
| 2018  | Get It     | Pristin V      | Membre de Pristin V | —              |